# Шухарт, Отто
Отто Шухарт (нем. Otto Schuhart; 1 апреля 1909, Гамбург — 26 февраля 1990, Штутгарт) — немецкий офицер-подводник, корветтен-капитан(1 апреля 1943 года).

## Биография
10 октября 1929 года поступил на флот кадетом. 1 октября 1933 года присвоено звание лейтенант цур зее. Служил на крейсерах «Эмден», «Карлсруэ», линейном корабле «Шлезвиг-Гольштейн».
В 1936 году в звании обер-лейтенанта цур зее переведен в подводный флот. С июля 1938 1-й помощник командира лодки U-25. Затем командовал лодками U-8 (2 сентября — 29 октября 1938 года) и U-25 (10 декабря 1938 — 3 апреля 1939 года). 4 апреля 1939 года был назначен командиром U-29, входившей во 2-ю флотилию подводных лодок «Зальтцведель».

## Вторая мировая война
На подлодке он совершил 7 походов, проведя в море в общей сложности 222 суток. В сентябре 1939 года, действуя на подступах к Великобритании, потопил 12 судов, первым стал потопленный 7 сентября 1939 года танкер «Регент Тайгер».
17 сентября 1939 года в 19 ч. 50 мин. выпустил 3 торпеды по британскому авианосцу «Корейджес» (22 500 тонн) с дистанции около 2700 метров. Две торпеды попали в машинное отделении и вызвали сильные взрывы. Через 10 минут командир корабля приказал оставить корабль. Через 15 минут авианосец затонул, вместе с ним погибло 518 человек, в том числе коммандер У. Мекейн-Джонс. Лодка была атакована с помощью глубинных бомб, но Шухарту удалось скрыться.
Авианосец стал первой большой победой Кригсмарине, весь экипаж U-29 был награждён 26 сентября 1939 года Железными крестами 2-го класса, а Шухарт сразу и 2-го и 1-го класса.
16 мая 1940 года награждён Рыцарским крестом Железного креста.
2 января 1941 года Шухарт назначен инструктором 1-й подводной учебной дивизии Морской академии, с июня 1943 года — командир 21-й флотилии подводных лодок.
Последние месяцы войны находился во Фленсбург-Мюрвике.
Всего за время боевых действий Шухарт потопил 12 кораблей и судов общим водоизмещением 85 265 брт. После войны вышел в отставку, но в 1955 году принят в ВМС ФРГ. В 1967 году вышел в отставку в чине капитана цур зее (капитан 1-го ранга).